# Maaden El-Irvane
Maaden El-Irvane est une oasis du nord de la Mauritanie. Elle appartient à une confrérie religieuse tolérante[réf. nécessaire]. Hommes et femmes s'y livrent ensemble à des travaux agricoles et produisent notamment des melons et des tomates qu'ils goûtent avant de les exporter vers les villages alentour et jusqu'à Nouakchott.